# Dos hermanos (miniserie)
Dos Hermanos es una miniserie brasileña producida por la Red Globo en el primer semestre de 2015 y exhibida de 9 a la 20 de enero de 2017, con capítulos disponibles antes por el Globo Play. Escrita por Maria Camargo, está libremente inspirada en el romance homónimo de Milton Hatoum, y cuenta con la dirección general y artística de Luiz Fernando Carvalho.
La historia gira en torno a dos gemelos, Omar y Yaqub, que tienen personalidades conflictivas desde pequeños, y sus relaciones con la madre (Zana), el padre (Halim) y la hermana (Rânia). Viven en la casa de la familia a empleada Domingas y su hijo, Nael. El niño es quien narra, después de treinta años, los dramas que testificó callado. De su esquina, él ve entes de la familia de origen libanés tengan deseos incestuosos y se entreguen a la venganza, a la pasión desmesurada, en una Manaus en transformación. En la fase adulta, la familia es vivida por Cauã Reymond (los gemelos), Eliane Giardini (la madre), Antônio Fagundes (el padre) y Bruna Caram (la hermana), además de Silvia Noble y Irandhir Santos como Domingas y Nael.

## Producción
Parte del proyecto Cuadrante, que pretende llevar la literatura brasileña para la televisión, iniciado en 2007 con la exhibición de La Piedra del Reino y Capitu, el año siguiente, pero suspenso en 2009, después de caída de audiencia de la emisora, Luiz Fernando Carvalho retomó su idea en abril de 2013, al iniciar los dibujos de producción y la búsqueda por locações en Manaus y Belén, a la vez que estaba envuelto con la producción de Mi Pedacinho de Suelo.
Wagner Moura fue meditado para interpretar los gemelos Omar y Yaqub, pero la diferencia en la agenda de la producción con el actor, que se preparaba para las filmagens de Narcos, impossibilitou la escalação. Cauã Reymond entró en su lugar. Letícia Sabatella interpretaría Rânia, pero delante de otros compromisos, Bruna Caram quedó con el personaje. La exigencia de Luiz Fernando Carvalho por una india para el papel de Domingas, hizo con que la producción fuera aplazada, por la dificultad en encontrar una actriz que hablara un dialecto indígena y consiguiera interpretar. La india Silvia Noble Waiãpi, nacida en el Parque Indígena del Tumucumaque, Amapá, que habla fluentemente el tupi-guarani y actuó en otras producciones, fue escogida. Emílio Orciollo Netto y Ary Fontoura hicieron clase de esquina para la miniserie. María Fernanda Cândido tuvo que usar una prótese nasal para quedar parecida con Carmem Verônica. Vivianne Pasmanter , que tuvo una actuación elogiada por Milton Hatoum, al vivir la india Domingas en el teatro en 2008, fue invitada en la miniserie para una participación como Hermana Damasceno, que recoge la india Domingas (su papel en el teatro) aún niño en un abrigo para adopción. Las grabaciones fueron realizadas en Itacoatiara, en el Amazonas.

## Trama
Ambientada en Manaus, entre las décadas de 1920 y 1980, la trama narra la trayectoria de una familia libanesa, a través de Nael, hijo de la indígena Domingas; enfocando en la conflictiva relación de los gemelos: Omar y Yaqub. Halim está muy enamorado de su esposa, Zana, pero por miedo de dejar de tener momentos felices con su amada, no quiere tener hijos, al contrario de su esposa, que anhela tener al menos tres. El nacimiento de los gemelos cambia la relación familiar, debido a que la madre parece tener una predileção por el hijo menor, Omar, cuando éste nace con problemas respiratorios. Algún tiempo después, nace Rania, quién comandará los negocios familiares, pero que vive a la sombra de sus hermanos. Los conflictos entre los gemelos se acentúan con la llegada de Lívia, que a ambos les parece atractiva y termina por provocar que Omar haga un corte en la cara a su hermano, al ver a Yaqub besándola. Por ende, Halim decide enviar los hermanos al Líbano, en medio a la Segunda Guerra Mundial, pero al llegar al puerto, Zana no logra soltar la mano de Omar, por quien adquirió un amor desmedido. Yaqub viaja solo, pero su regreso trae consecuencias.

## Elenco
| Actor/Actriz           | Actor/Actriz           | Actor/Actriz       | Personaje             |
| Fase 1                 | Fase 2                 | Fase 3             | Personaje             |
| ---------------------- | ---------------------- | ------------------ | --------------------- |
| Enrico Roca            | Matheus Abreu          | Cauã Reymond       | Omar                  |
| Lorenzo Roca           | Matheus Abreu          | Cauã Reymond       | Yaqub                 |
| Gabriella Mustafá      | Juliana Paes           | Eliane Giardini    | Zana                  |
| Bruno Anacleto         | Antonio Calloni        | Antônio Fagundes   | Halim                 |
| Raphaela Miguel        | Letícia Almeida        | Bruna Caram        | Rânia                 |
| Sandra Paramirim       | Zahy Guajajara         | Silvia Noble       | Domingas              |
| Theo Kasper            | Ryan Suenes            | Irandhir Santos    | Nael                  |
| Monique Bourscheid     | —                      | Bárbara Evans      | Lívia                 |
| Emílio Orciollo Netto  | Emílio Orciollo Netto  | Ary Fontoura       | Abelardo Reinoso      |
| María Fernanda Cândido | María Fernanda Cândido | Carmem Verônica    | Estelita Reinoso      |
| —                      | —                      | Michel Melamed     | Antenor Laval         |
| Mariana Nolasco        | Yasmin Garcez          | Victória Blat      | Nahda                 |
| Sura Zakia             | Giulia Nadruz          | Mabel Cezar        | Zahia                 |
| Munir Kanaan           | Munir Kanaan           | Isaac Bardavid     | Abbas                 |
| —                      | —                      | Camila Silva       | Palo Mulato           |
| Sammer Othman          | Sammer Othman          | Jitman Vibranovski | Cid Tannus            |
| —                      | —                      | Grzegorz Mielec    | Bolislau              |
| Zeferino Kuaray        | Zeferino Kuaray        | Júlio Adrião       | Adamor Pierna de Sapo |
| Mounir Maasri          | —                      | —                  | Galib                 |
| Sami Bordokan          | Sami Bordokan          | Sami Bordokan      | Talib                 |
| Vivianne Pasmanter     | Hermana Damasceno      |                    |                       |

## Recepción
Henrique Haddefinir, en su crítica para el Omelete publicó un comentario neutro, elogiando el visual, la dirección y el elenco de la miniserie, pero criticando el guion: "La fotografía es ostensivamente marcada, afectada, y búsqueda significados en absolutamente todos los ángulos. (...) La actuación de Juliana Paes es impresionante, innegablemente. Todo el elenco es nivelado para cima, como no podría dejar de ser en una producción de Luiz Fernando Carvalho. (...) La evolución de las miniseries globales (...) han ido en una dirección bastante parecida. Debruçam-si en una identidad visual muy fuerte y negligenciam premeditadamente el guion, porque subentende-se que bello y bueno están vibrando en una misma onda."